# Noga Alon
Noga Alon (hebräisch נוגה אלון; Pseudonym Alon Nilli; * 1956) ist ein israelischer Mathematiker (Kombinatorik) und Informatiker.

## Leben
Alon promovierte 1983 an der Hebräischen Universität Jerusalem bei Micha Perles (Extremal Problems in Combinatorics). Er ist Baumritter Professor für Mathematik und Informatik an der Universität Tel Aviv. Alon war unter anderem Gastwissenschaftler am Institute for Advanced Study, am IBM Almaden Research Center, an den Bell Laboratories und bei Microsoft Research.
Alon führte das Halsband-Teilungsproblem (Necklace Splitting Problem) ein, bei dem es um die (bezüglich der Farben) gerechte Aufteilung der Perlen eines (im Nacken offenen) Halsbandes mit t Farben der Perlen unter k „Dieben“ mit Hilfe von Schnitten geht (k teilt die Gesamtzahl und die Zahl der Perlen jeder Farbe). Mit Hilfe des Borsuk-Ulam-Theorems zeigte Alon mit West, dass es immer eine gerechte Aufteilung in t (k-1) Schnitten gibt.
1994 führte er mit Raphael Yuster und Uri Zwick die Color-Coding-Methode für Algorithmen in der Graphentheorie ein.
Er bewies (mit Ko-Autoren ab 1989) den kombinatorischen Nullstellensatz, welcher zahlreiche Anwendungen in der Additiven Zahlentheorie und Kombinatorik hat (Im Zusammenhang mit diesen und ähnlichen Anwendungen wird auch von der polynomialen Methode gesprochen).
1985 verschärfte mit R. B. Boppana er ein Ergebnis von Alexander Alexandrowitsch Rasborow über monotone Schaltkreiskomplexität beim Cliquenproblem von superpolynomial auf exponentiell.
Er war Invited Speaker auf dem Internationalen Mathematikerkongress (ICM) 1990 in Kyōto (Non-constructive proofs in combinatorics) und hielt auf dem ICM 2002 in Peking einen Plenarvortrag (Discrete Mathematics: Methods and Challenges). 1996 hielt er einen der Plenarvorträge auf dem zweiten Europäischen Mathematikerkongress in Budapest (Randomness and pseudorandomness in discrete mathematics). 1989 erhielt er den Erdős-Preis, 1991 den Feher-Preis, 2000 den Pólya-Preis und 2005 den Landau-Preis und den Gödel-Preis. 2001 erhielt er den Bruno Memorial Award und 2008 erhielt er den Israel-Preis in Mathematik, 2019 den Paris-Kanellakis-Preis. Für 2021 wurde ihm der Leroy P. Steele Prize für Mathematical Exposition zuerkannt. Seit 1997 ist er Mitglied der Israelischen Akademie der Wissenschaften und außerdem seit 2008 Mitglied der Academia Europaea. 2011/12 und 2012/13 war er im Abelpreis-Komitee. 2016 wurde er Fellow der Association for Computing Machinery. Er ist Fellow der American Mathematical Society. 2022 wurde er mit dem Shaw Prize in Mathematik und dem Donald E. Knuth Prize ausgezeichnet. 2024 erhielt er den Wolf-Preis in Mathematik (gemeinsam mit Adi Shamir).
Er veröffentlicht auch unter dem Pseudonym Alon Nilli, wobei er den Vornamen seiner Tochter als Nachnamen verwendete.
Er ist mit Nurit Alon verheiratet und hat drei Töchter.

## Schriften
- Mit Joel H. Spencer: The probabilistic method. Wiley, New York NY u. a. 1992, ISBN 0-471-53588-5 (Wiley-Interscience Series in Discrete Mathematics and Optimization), (3. Auflage. Wiley, Hoboken NJ 2008, ISBN 978-0-470-17020-5).